# Archipelag Frioul

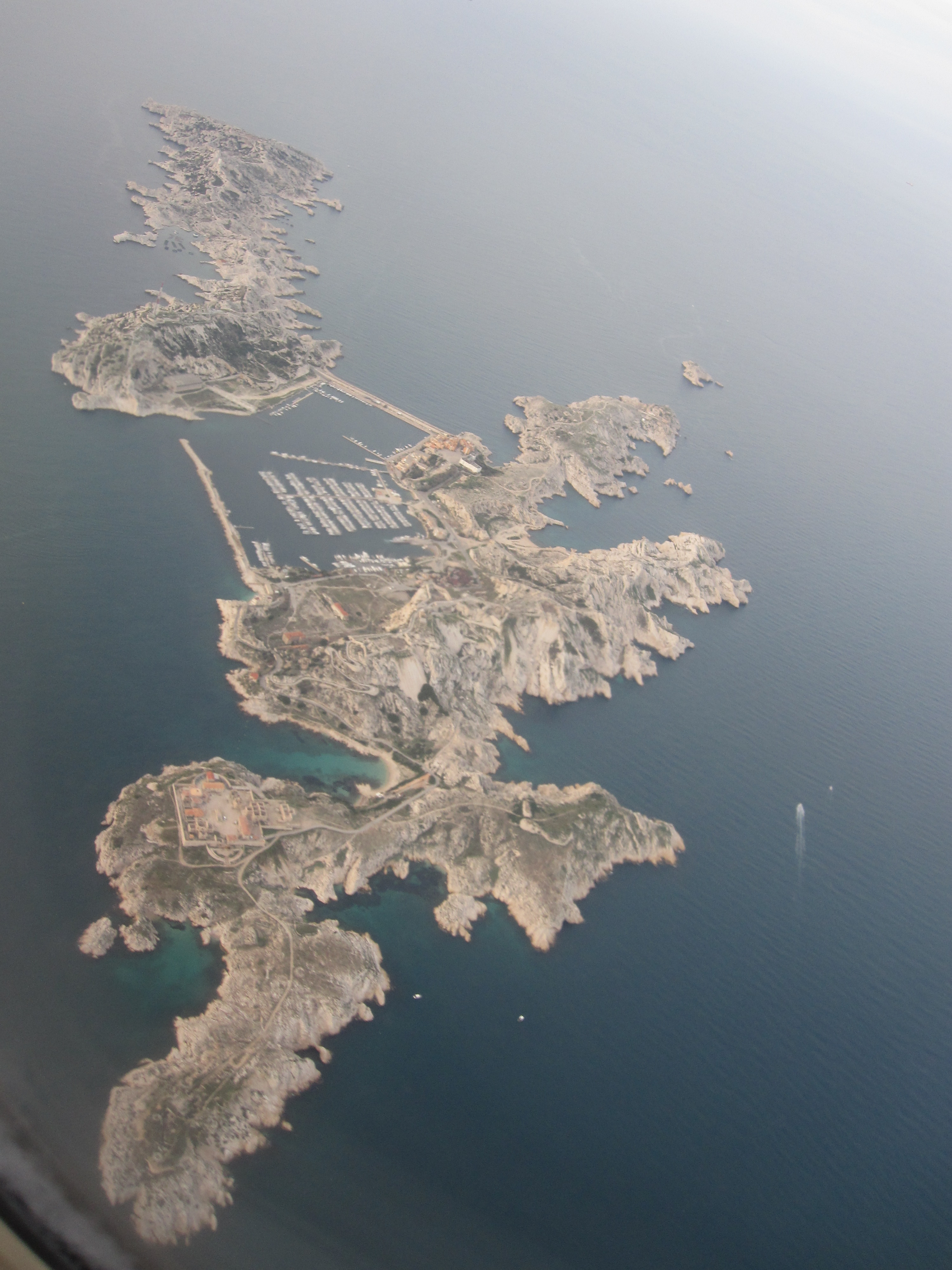
Archipelag Frioul (z wyjątkiem wyspy If), widziany z samolotu lądującego na lotnisku w Marsylii

Archipelag Frioul (fr. Archipel du Frioul) – grupa czterech francuskich wysp o łącznej powierzchni sięgającej 200 ha, znajdujących się na Morzu Śródziemnym, ok. 4 km od Marsylii. Wyspy stanowią administracyjnie jedną ze 111 dzielnic Marsylii, należącą do okręgu nr 7.
Archipelag stanowią wyspy:
- Pomègues(inne języki) na południu;
- Ratonneau(inne języki) na północy;
- If(inne języki) na wschód od obu powyższych;
- Îlot Tiboulen(inne języki) na zachód od Ratonneau.